# Desa Selopuro (administrativ by i Indonesien, Jawa Timur)
Desa Selopuro är en administrativ by i Indonesien.   Den ligger i provinsen Jawa Timur, i den västra delen av landet, 600 km öster om huvudstaden Jakarta.